# Catarina da Lorena
Catarina da Lorena (em alemão:  Katharina von Lothringen; 1407 — Baden, 1 de março de 1439) foi marquesa consorte de Baden-Baden pelo seu casamento com Jaime I de Baden-Baden.

## Família
Catarina foi a segunda filha e última criança nascida do duque Carlos II da Lorena e de Margarida do Palatinado. Seus avós paternos eram o duque João I de Lorena e Sofia de Württemberg. Seus avós maternos eram o rei Roberto da Germânia e Isabel de Nuremberga.
Ela teve três irmãos mais velhos, que eram: Raul; Luís, e Isabel da Lorena, suo jure duquesa da Lorena, e rainha de Nápoles como esposa de Renato I de Nápoles.

## Biografia
Catarina casou-se com o futuro marquês Jaime I, em 25 de julho de 1422. Ele era filho de Bernardo I de Baden-Baden e de sua segunda esposa, Ana de Oettingen. Eles tiveram sete filhos.
A marquesa faleceu em 1 de março de 1439, com aproximadamente 32 anos de idade, e foi enterrada na Igreja Colegiada de Baden-Baden.
Jaime não se casou novamente, e morreu em 13 de outubro de 1453, aos 46 anos de idade.

## Descendência
- Carlos I de Baden-Baden (m. 24 de fevereiro de 1475), foi sucessor do pai. Foi casado com Catarina da Áustria, irmã do imperador Frederico III do Sacro Império Romano-Germânico. Teve descendência;
- Bernardo II de Baden-Baden (1428/29 - 15 de julho de 1458), beatificado pela Igreja Católica em 1769;
- João II de Baden (9 de fevereiro de 1430 - 9 de fevereiro de 1503), marquês de Baden, arcebispo e eleitor de Tréveris. Também foi o fundador da Universidade de Tréveris, em 1473;
- Margarida de Baden (1 de janeiro de 1431 - 24 de outubro de 1457), foi a primeira esposa de Alberto III Aquiles, eleitor de Brandemburgo. Teve descendência;
- Jorge de Baden (1433 - 11 de outubro de 1484), foi bispo de Metz;
- Marcos de Baden (1434 - 1 de setembro de 1478), abade em Liège, arcediago da Catedral de Wurtzburgo, etc;

- Matilde de Baden (m. 18 de abril de 1485), foi abadessa de Santa Clara, em Tréveris.